# 11337 Sandro
11337 Sandro è un asteroide della fascia principale. Scoperto nel 1996, presenta un'orbita caratterizzata da un semiasse maggiore pari a 2,2833794 au e da un'eccentricità di 0,1509590, inclinata di 3,34873° rispetto all'eclittica.
L'asteroide è dedicato all'astronomo amatoriale italiano Sandro Bartolini.